# Michael McElhatton

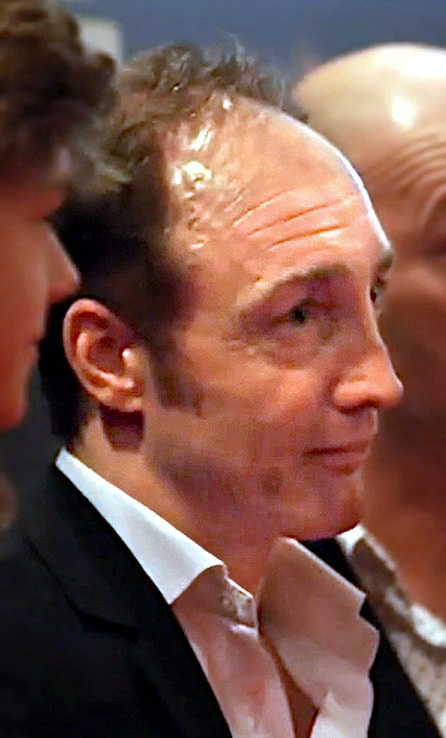
Michael McElhatton (2012)

Michael McElhatton (mək elˈhætn) (* 12. September 1963 in Terenure, Irland) ist ein irischer Schauspieler und Drehbuchautor.

## Leben und Karriere
McElhatton spielte seine erste Rolle in dem Kurzfilm The Loser im Jahr 1990. In der Folge spielte er in einigen Filmen mit, beispielsweise Paddy Breathnachs Über kurz oder lang aus dem Jahr 2001, John Crowleys Intermission aus dem Jahr 2003 oder Spin the Bottle aus dem Jahr 2004 von Ian Fitzgibbon, mit dem zusammen McElhatton auch das Drehbuch verfasste. Auch in Fernsehproduktionen hatte er mehrere Rollen, so zum Beispiel in Paths to Freedom, Ripper Street und Game of Thrones, in der er die Rolle des Roose Bolton verkörperte. Neben Spin the Bottle schrieb er noch Drehbücher für die Serien Paths to Freedom, Fergus’s Wedding und Your Bad Self. 2014 stand er neben Joseph Mawle, Bojana Novaković und Michael Smiley in einer Hauptrolle des Films The Hallow vor der Kamera.

## Filmografie (Auswahl)
Schauspieler
- 1990: The Loser
- 1997: All Souls’ Day
- 2000: Paths to Freedom (Fernsehserie, 6 Episoden)
- 2001: Über kurz oder lang (Blow Dry)
- 2002: Fergus’s Wedding (Fernsehserie, 4 Episoden)
- 2003: The Actors
- 2003: Intermission
- 2003: Spin the Bottle
- 2004: Mickybo & ich (Mickybo and Me)
- 2008: 50 Dead Men Walking – Der Spitzel (Fifty Dead Men Walking)
- 2009: Kopfgeld – Perrier’s Bounty (Perrier’s Bounty)
- 2010: Your Bad Self (Fernsehserie, 6 Episoden)
- 2010: Die Akte Weihnachtsmann (The Santa Incident)
- 2011: Albert Nobbs
- 2012: Shadow Dancer
- 2012: Titanic – Blood and Steel (Miniserie)
- 2012–2016: Game of Thrones (Fernsehserie, 19 Episoden)
- 2013: Ripper Street (Fernsehserie, 2 Episoden)
- 2013: The Fall – Tod in Belfast (The Fall, Fernsehserie, 4 Episoden)
- 2015: The Hallow
- 2016: The Autopsy of Jane Doe
- 2016: Handsome Devil
- 2017: King Arthur: Legend of the Sword
- 2017: Justice League
- 2017: Die Frau des Zoodirektors (The Zookeeper’s Wife)
- 2017: The Foreigner
- 2017–2018: Genius (Fernsehserie, 9 Episoden)
- 2018: Agatha and the Truth of Murder
- 2019: Chernobyl (Miniserie)
- 2019: Togo
- 2020: The Winter Lake
- 2020: Das Boot (Fernsehserie, 4 Episoden)
- 2021: Zack Snyder’s Justice League
- 2021: The Last Duel
- 2021: Das Rad der Zeit (The Wheel of Time, Fernsehserie)
- 2023: Tom Clancy’s Jack Ryan (Fernsehserie)

Drehbuchautor
- 2000: Paths to Freedom (Fernsehserie, 6 Episoden)
- 2002: Fergus’s Wedding (Fernsehserie, 4 Episoden)
- 2004: Spin the Bottle
- 2010: Your Bad Self (Fernsehserie, 6 Episoden)